# ور بشت (تيران وكرون)
ور بشت هي قرية في مقاطعة تيران وكرون، إيران. عدد سكان هذه القرية هو 2,908 في سنة 2006.

## أعلام
- مهدي شريفي